# Духнова Гора
Духнова Гора — деревня в Гдовском районе Псковской области России. Входит в состав Юшкинской волости Гдовского района.
Расположена в 6 км к югу от райцентра Гдова и в 5 км к северу от волостного центра Юшкино.

## Население
Численность населения деревни по оценке на 2000 год составляет 9 жителей.